# 郎中
郎中，中國古代官職。

## 歷史沿革
秦漢時，掌宮廷侍衛。汉朝为郎官的一种，本为是宫廷的近侍。东汉以后，作为尚书的属官，初任为郎中，满一年为尚书郎，满三年为侍郎。之后随着尚书台的权利加大，郎中日渐重要。隋唐到清朝，此官職配置於朝廷之輔助部門，品等為正五品，為處理各項庶務的中級官員，上受各府卿或少卿指使任事，相当于今司长。例如清朝的內務府郎中，即負責掌管宦官及宮廷雜事。其副職為員外郎（從五品）。1912年，宣統退位後，該官職廢除。